# Sodomie

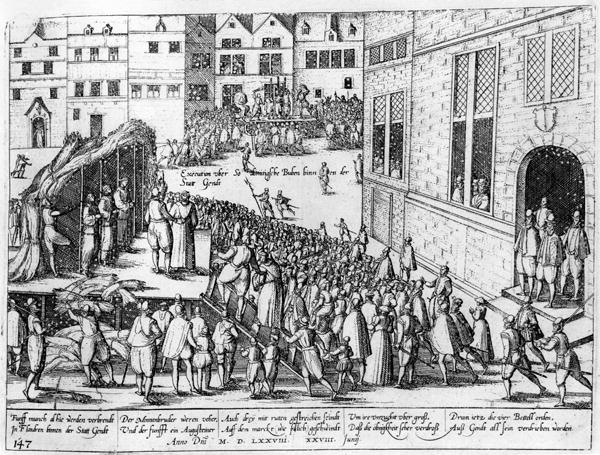
Executie van monniken op de Gentse vrijdagmarkt op 28 juni 1578

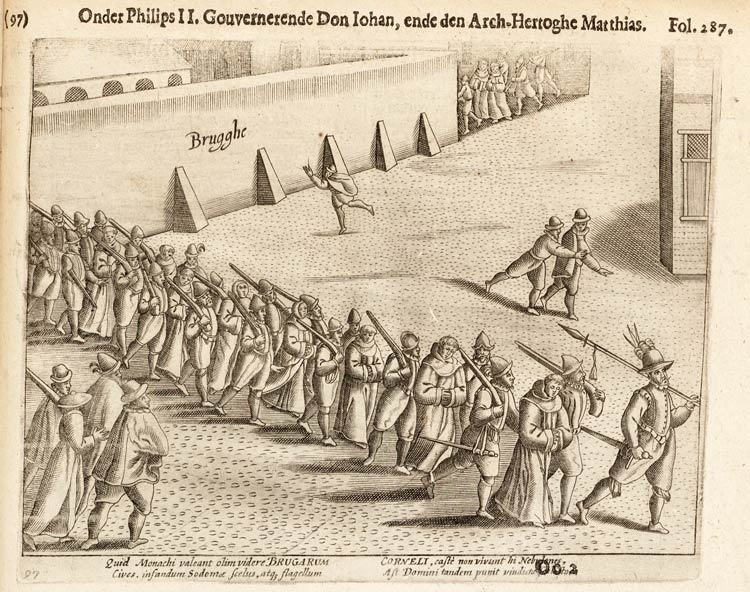
Ontdekking van sodomie in een klooster te Brugge (1616)

Sodomie was tot de tweede helft van de 20ste eeuw een aanduiding van bepaalde seksuele handelingen waaronder anale seks, bestialiteit, homoseksualiteit en orale seks.

## Herkomst van de term
De term is afkomstig van het verhaal in de Hebreeuwse Bijbel over Lot en de verwoesting van Sodom en Gomorra in Genesis 18-19. Hierin roepen de mannen van Sodom tegen Lot over mannen die bij hem te gast zijn: "Waar zijn die mannen die bij je overnachten? (...) we willen ze nemen!"

## Betekenis
In de breedste zin omvat de term sodomie alle vormen van seks die als niet-reproductief gezien kunnen worden, dus ook orale seks, masturbatie, pedoseksualiteit en pederastie, zoöfilie, gebruik van hulpmiddelen als dildo's, wurgseks, et cetera. Met andere woorden: iedere vorm van seks buiten penis-in-vagina kon als sodomie worden beschouwd.
In engere zin wordt met sodomie gewoonlijk anale seks bedoeld. De afgeleide werkwoorden 'sodomiseren' en ´(be)sodemieteren´ betekenen dan ook iemand anaal penetreren. 
Sinds de tweede helft van de twintigste eeuw slaat sodomie tussen mensen, in de zin van anale seks, niet meer uitsluitend op handelingen verricht door een man bij een andere man, de handelingen kunnen ook verricht worden door of bij een vrouw.

## Kerkelijk standpunt
In sommige orthodoxe kringen wordt sodomie als "tegennatuurlijk" beschouwd. Biologisch gezien is dit niet juist, want bij meerdere diersoorten is zowel homoseksualiteit als het 'sodomiseren' een gewone praktijk.De Rooms-Katholieke Kerk hanteert haar eigen definitie van "tegennatuurlijk", namelijk in strijd met een "natuurwet" op het gebied van seksualiteit, afkomstig van God: "De seksuele relatie die wordt geëist door de morele orde en waarin de totale betekenis van wederzijdse zelfgave en menselijke voortplanting in de context van ware liefde wordt bereikt." Zij stellen ook dat natuurlijk gedrag niet altijd 'juist' gedrag is. Zo zijn er verschillende apensoorten die spullen van elkaar stelen.

## Strafbaarheid
In de vroege middeleeuwen bestond op sommige plaatsen in Europa sodomiewetgeving die sodomie met de dood bestrafte. In de 13e eeuw groeide de vijandigheid en criminalisering in heel Europa. De eerste man die wegens sodomie publiek werd verbrand was, voor zover bekend, de Gentse messenmaker Jean de Wettre op 8 september 1292. Dit zette zich door in de vroegmoderne tijd. Voor de Zuidelijke Nederlanden zijn er in de periode 1400-1550 bijna 300 sodomieprocessen bekend (272 mannen en 25 vrouwen). Dat laatste is in Europees perspectief uitzonderlijk en houdt paradoxaal verband met de grotere rol voor Zuid-Nederlandse vrouwen in de publieke ruimte. Na 1550 werden ze weer in de huiselijke sfeer gedrongen en vielen ook de veroordelingen weg. Veroordeelden kwamen doorgaans op de brandstapel terecht. Opzienbarend waren de sodomieprocessen in 1578 tegen zesendertig minderbroeders en augustijnen in Gent, Brugge en Hulst, toen in handen van calvinistische besturen. Acht kwamen op de brandstapel terecht, één werd postuum op de brandstapel gecremeerd. Bij hen allen was anaal geslachtsverkeer bewezen geacht: in Brugge de oudere paters als plegers, in Gent de jongeren die zich hadden laten misbruiken. De andere monniken werden weggejaagd, sommige kloosterkerken omgevormd voor de calvinistische eredienst.
Dat men ook in de Noordelijke Nederlanden rigoureus was in de strafmaat, blijkt uit een relaas van Reynier Adriaensen, die in 1680 naar de Oost voer:

Den 16sten april worter twee persoonen voor den scheepsraet gebrocht ende wierden beticht dat sij de sonden van soddomit hadden begaen. (...) Hier op worden sij alle beijden inde boeijen gesloten den eenen boven den anderen op de campannie, saeten daer tot den vijffden dach wanneer hun proces gemaeckt wierd om alle beijden levende rugh aen rugh gebonden te worden ende dan in eenen sack gesteken te worden om soo levende in zee gesmeten te worden. (...) Men gaff hun inden sack over de hondert pont ijser omdat sij te gouwer souden sincken. Hier op wort den sack boven hun hooft toe gebonden ende wierden op twee plancken, aen malcanderen genaegelt, daer op geleijt ende men spelde een twee drij in Godts naeme ende in zee gesmeten ende al hun goet van kisten ende slaepgoet wiert mede in zee geworpen.

Het ging hier om een volwassen man die met een jongen was betrapt. De jongen zou vrijuit zijn gegaan omdat hij was omgekocht, maar werd toch mede ter dood veroordeeld omdat hij dergelijke praktijken op een eerdere reis in Moscovië had gezien en wist dat dit ´kwaad´ was. De tucht aan boord van VOC-schepen was echter strenger dan normaal om excessen en muiterij niet uit de hand te laten lopen.
In 1794 schafte Pruisen als eerste haar wetten tegen sodomie af, en Frankrijk volgde in 1804. De meeste landen schaften hun anti-sodomiewetten af in de 20e eeuw, maar in een aantal islamitische landen staan er nog steeds strenge straffen op. Ook in het Verenigd Koninkrijk bestond tot 1967 wetgeving die homoseksuele handelingen strafbaar stelde. Een van de belangrijkste personen die onder deze wetgeving leden, was de mathematicus en cryptoloog Alan Turing. In de Amerikaanse staten Texas, Oklahoma, Kansas en Missouri was anale seks strafbaar voor homoseksuelen. In de staten Alabama, Florida, Idaho, Louisiana, Michigan, Mississippi, North Carolina, South Carolina, Utah en Virginia was het strafbaar voor zowel homoseksuelen als heteroseksuelen. Het hooggerechtshof heeft in 2003 al deze wetten ongeldig verklaard mits het niet-commercieel (privé) is en vrijwillig. De overige staten hadden de anti-sodomiewetten al ingetrokken tussen 1962 en 2001.

## Taalgebruik
Een homoseksueel noemde men vroeger ook wel sodomiet of sodemieter, maar deze term wordt tegenwoordig alleen als scheldwoord gebruikt. Het geldt als een verouderde maar zeer beledigende uitdrukking.
Het woord "gesodemieter" is een algemene negatief beladen aanduiding voor "vervelend gedoe". In de tweede helft van de twintigste eeuw was mieters populair in jongerentaal als bijvoeglijk naamwoord en tussenwerpsel met een positieve betekenis (geweldig, fantastisch); in die betekenis werd het vaak gebezigd in de jaren '50 en komt het vaak voor in het werk van de schrijver J.J. Voskuil. en ook in het uit januari 1953 daterend verhaal Keuring in De versierde mens van Harry Mulisch (1957, 10e druk 1972).
Het Nederlandstalige mietje is een afkorting van sodomietje en wordt nog steeds gebruikt als scheldwoord voor een (mannelijk) persoon die homoseksueel is of zich 'nichterig' of onmannelijk gedraagt. Vaak wordt het als synoniem voor 'lafaard' gebruikt, omdat een man geacht wordt durf te hebben. Verder verkort tot 'mie' werd het in de jaren zeventig gebruikt in samenstellingen om diverse soorten homo's ('mieën') mee aan te duiden: kantoormie, relmie, kunstmie, en er was het adjectief 'mieus' voor verwijfd. De term werd ook als geuzennaam gebruikt, zo was Mietje bijvoorbeeld de titel van het tijdschrift van de Rooie Flikkers.
In het Brits Engels komt sod voor als afkorting van sodomy. Sod kan gebruikt worden als werkwoord en als zelfstandig naamwoord zoals in sod off (sodemieter op!), you poor sod (jij arme ziel), I don't give a sod (het kan me geen sodemieter schelen) of gewoon als uitroep sod it! (een vloek).